# Muzeum historyczne w Iwajłowgradzie
Muzeum historyczne w Iwajłowgradzie (bułg. Общински исторически музей в Ивайловград) – muzeum w Iwajłowgradzie, w Bułgarii. Zostało otwarte 30 czerwca 2009 roku.

## Ekspozycje
Eksponaty podzielone są na trzy kategorie tematyczne: archeologia, historia miasta i rejonu przed wyzwoleniem oraz historia miasta i rejonu po 1878 roku.

### Archeologia
W ramach tej kategorii eksponowane są znaleziska odkryte w trakcie wykopalisk archeologicznych na terenach wokół Iwajłowgradu, m.in. ceramika z willi Armira, monety, części trackiego rydwanu pogrzebowego znalezionego koło Swiraczi (zob. kurhan w Swiraczi) oraz artefakty z twierdzy Lutica.

### Historia miasta i rejonu przed wyzwoleniem
W ramach tej kategorii przedstawiane są różne przedmioty z XIX wieku, m.in. broń wykorzystana w wojnie rosyjsko-tureckiej, ikony oraz archiwalne dokumenty związane z życiem wojewodów Janiego Popowa i Stamboła Dimitrowa.

### Historia miasta i rejonu po 1878 roku
W ramach tej kategorii eksponowane są przedmioty i dokumenty związane z życiem mieszkańców po wyzwoleniu, m.in. zdjęcia miasta, mapa Bułgarii z 1913 roku.